# Tomás de Herrera
Pour les articles homonymes, voir Herrera.
Tomás de Herrera , né le 21 décembre 1804 à Panama et mort le 1er décembre 1854 à Bogota, est un homme d'État colombien.
Il est le président de la  République de Nouvelle-Grenade en 1854.